# Eriko (Vorname)
Eriko ist ein weiblicher japanischer Vorname. 

## Bekannte Namensträger
- Eriko Arakawa (* 1979), japanische Fußballspielerin
- Eriko Asai (* 1959), japanische Marathonläuferin
- Eriko Hatsune (* 1982), japanische Schauspielerin
- Eriko Hirose (* 1985), japanische Badmintonspielerin
- Eriko Kishida (1929–2011), japanische Kinderbuchautorin, Dichterin und Übersetzerin
- Eriko Satō (* 1985), japanische Fußballspielerin
- Eriko Tamaki (* 1990), japanische Badmintonspielerin
- Eriko Watanabe (* 1955), japanische Schauspielerin, Theaterleiterin und Dramatikerin
- Eriko Yamatani (* 1950), japanische Politikerin